# Ruta Estatal de Arizona 264
La Ruta Estatal de Arizona 264, y abreviada SR 264 (en inglés: Arizona State Route 264) es una carretera estatal estadounidense ubicada en el estado de Arizona. La carretera inicia en el oeste desde la US 160     en Tuba City hacia el este en la NM 264     en Window Rock. La carretera tiene una longitud de 248,4 km (154.35 mi).

## Mantenimiento
Al igual que las autopistas interestatales, y las rutas federales y el resto de carreteras estatales, la Ruta Estatal de Arizona 264 es administrada y mantenida por el Departamento de Transporte de Arizona por sus siglas en inglés ADOT.

## Cruces
La Ruta Estatal de Arizona 264 es atravesada principalmente por la  US 191     en Ganado.